# 이반 도브론라보프
이반 도브론라보프(Иван Фёдорович Добронравов, 1989년 6월 2일 ~ )는 러시아의 배우, 영화배우, 텔레비전 배우이다.
보로네시에서 태어났다.

## 영화
- 유다 (2013년)
- 돔 - 어 러시안 패밀리 (2011년) - 안드레이 역
- 살고 사랑하고 웃어라 (2010년)
- 위선의 태양 2 (2010년)
- 리턴 (2003년) - 이반 역